# Protectorat de Rhodèsia del Nord
El protectorat de Rhodèsia del Nord fou una entitat colonial britànica constituïda de fet a partir del 1890, però aleshores anomenada Zambèsia del Nord fins al 1895 quan va agafar el nom de Rhodèsia del Nord. El 1900 es va dividir en dues entitats que es van reunificar el 1911. Va existir com a protectorat fins al 22 de gener de 1964. L'administració del país fou a càrrec de la Companyia Britànica de l'Àfrica del Sud entre 1890 i 1924, i directament per la Colonial Office de 1924 a 1964.

## Història
La Companyia Britànica de l'Àfrica del Sud (BSAC) fundada per Cecil Rhodes per desenvolupar i explotar els territoris al nord del riu Limpopo va obtenir una carta reial el 1889 el que li permetia ampliar els territoris en el seu poder (Maxonalàndia i Matabelàndia) i l'augment dels seus recursos.
El 1890, al nord del riu Zambeze, per por d'un atac dels matabeles, el rei lozi o barotse, Lewanika, va demanar la protecció britànica. Rhodes que el 1889 havia adquirit el territori del Riu Shire (protectorat després rebatejat com a Districtes de Nyasalàndia el 1891), va enviar els seus emissaris Alfred Sharpe, Joseph Thomson i Frank Elliott Lochner al rei Lewanika. Aquest últim finalment va signar (1890) un tractat per posar el seu territori sota l'administració de la BSAC.
Els límits del nou territori no eren fixos i no es precisaven gaire amb l'Estat Lliure del Congo a la zona de Katanga, on hi havia mines importants de coure que havien estat descobertes pels súbdits britànics. Rhodes esperava annexar Katanga a Zambèsia del Nord com s'anomenava el territori, però va fracassar. No obstant això, el cinturó de coure proper més al sud resultava prometedor.
El 1891, aquesta nova conquesta territorial de la BSAC, era nomenada comunament com Zambèsia del Nord, i era una entitat administrativa de la companyia en el territori general anomenat Zambèsia; el 1893 el protectorat dels Districtes de Nyasalàndia fou reanomenat protectorat de l'Àfrica Central Britànica sota administració de la companyia, i el 1895 la companyia va rebatejar al conjunt de Zambèsia com Rhodèsia (formada per les dues entitats existents, el Nord i el Sud) en homenatge al fundador Cecil Rhodes. El 1896 es va produir una revolta dels bembes que fou reprimida en sang. L'entitat de Rhodèsia del Nord es va dividir administrativament en dues, de fet a finals del 1899 però formalment el 29 de gener de 1900: Rhodèsia del Nord-est i Rhodèsia del Nord-oest (també anomenada Barotselàndia-Rhodèsia del Nord-oest).
El 1907, la capital administrativa del territori de Rhodèsia del Nord-oest fou traslladada a Livingstone. A continuació, Livingstone va ser connectada de forma ràpida per un ferrocarril fins al Congo Belga. No obstant això, la BSAC va reduir al mínim l'explotació de les mines, preferint utilitzar la mà d'obra indígena per al desenvolupament de Rhodèsia del Sud.
En 17 d'agost de 1911, Rhodèsia del Nord-est i Rhodèsia del Nord-oest es van unir en una sola entitat administrativa anomenada Rhodèsia del Nord i les fronteres foren delimitades de forma permanent.
Durant aquest període, els missioners anglicans es van assentar en diverses parts del territori obrint esglésies, hospitals i escoles, predicant l'evangeli mitjançant la població local i utilitzant en l'ensenyament els idiomes locals. Contràriament al que passava a Europa i Àsia, els bantus no tenien escola, i transmetien els coneixements de pares a fills; inicialment molts indígenes associaren escoles i escriptura a la bruixeria.
En 1916, la British South Africa Company va intentar unificar administrativament els dos territoris rhodesians (Rhodèsia del Nord i Rhodèsia del Sud) però hi va haver de renunciar per l'oposició dels colons de Rhodèsia del Sud, en nombre significativament més gran que a Rhodèsia del Nord. Aquests colons temien que la pràctica d'autoritzar la contractació de negres per l'administració pública que es feia a Rhodèsia del Nord, no s'estengués també a Rhodèsia del Sud, on aquests treballs estaven reservats només als blancs.
L'1 d'abril de 1924, la BSAC va posar final formalment a la seva administració del protectorat de Rhodèsia del Nord que es va convertir en un protectorat sota administració britànica de la Colonial Office. El seu sistema institucional era diferent a Rhodèsia del Sud, on el 1923 es va establir un govern colonial local autònom.
A Rhodèsia del Nord es va establir un consell legislatiu, sota la presidència d'un governador britànic. Els primers membres del Consell Legislatiu van ser nomenats i no es va pensar de moment en cap sistema electoral per designar-los. Van ser dividits en parts iguals entre aquells que exerceixen funcions executives (funcionaris) i els que no n'exercien (no funcionaris). Els britànics en realitat practicaven el sistema de "govern indirecte" sobre la base dels líders indígenes.
El 1926 un sistema electoral va ser introduït per designar cinc membres del consell legislatiu que estarien al costat de nou membres (no funcionaris) designats. El sistema electoral que es va crear era censatari però no emmascarava el sistema segregacionista que així s'instaurava. El ciutadà havia de ser subjecte de sa majestat (o sigui súbdit britànic), una qualitat que fins aleshores gairebé era exclusivament per persones de raça blanca. Així, a Rhodèsia del Nord, els africans no eren súbdits britànics, sinó d'un protectorat britànic. Els ciutadans també havien de dominar l'anglès perfectament i tenir ingressos o actius per un import mínim fix. Els colons, pocs, eren principalment industrials i tècnics. Si bé no se'ls permetia comprar terres, els colons podrien tenir-les en una concessió d'arrendament de 999 anys en les terres qualificades de terres de la Corona, mentre que les terres de les reserves indígenes eren inalienables. Aquestes en tot cas es trobaven en les regions salvatges i poc saludables.
El 1928, es van triar quatre idiomes principals locals (cibemba, cinyanja, citonga i silozi) per ser utilitzats a les escoles públiques com a llengües d'instrucció durant els primers quatre anys de l'escola primària. El 1930, les classes d'anglès es van oferir a les escoles del protectorat, com a llengua de comunicació nacional.
En 1931 el cinturó cuprífer va començar a ser explotat, i es va revelar com el segon jaciment de coure del món fora de la Unió Soviètica. El coure dominaria tota la vida econòmica de Rhodèsia del Nord i va contribuir de manera principal a la seva prosperitat. El mineral va resultar essencial per al desenvolupament de la indústria automotriu i l'armament. L'explotació de la cinta de coure, però, desenvoluparia i reforçaria la segregació racial. Les mines utilitzaven llavors 37.000 africans i 6.000 europeus. Cada grup racial va ser organitzat en un sindicat, al negar-se els blancs a integrar-se en el dels negres. Els miners blancs tenien els nivells de vida més alt del món en aquesta categoria professional i excel·lents condicions de vida (habitatge a ciutats-jardí, serveis socials eficients, servents africans barats). Les empreses havien fet realment un gran esforç per portar a Rhodèsia del Nord (llavors despectivament anomenada la "Johannesburg del nord negre"), una força de treball qualificada que va ser principalment sud-africana. Tot i així, només el 20% dels beneficis de les operacions mineres van ser efectivament invertides en les necessitats de Rhodèsia del Nord.
En 1935, la capital territorial es va traslladar de Livingstone a Lusaka, una ciutat llavors de menys de 50 000 habitants.
En 1938, el Consell Legislatiu es va obrir als africans i es va autoritzar el nomenament d'un representant (blanc) de la majoria negre. En aquest moment, es va arribar a la paritat entre els assessors funcionaris i no funcionaris (vuit representants cadascun dels quals un de sol representava a la població negre de Rhodèsia del Nord). Va ser també el 1938 que Roy Welensky, un sindicalista de ferrocarrils, fundador feia més d'un any del Partit Laborista de Rhodèsia del Nord va ser elegit al Consell Legislatiu per la circumscripció de Broken Hill.
El 1940, el sindicat de miners blancs va obligar les empreses a incloure en el seu contracte una clàusula que garantia la discriminació racial en el lloc de treball.
En 1941, el Consell Legislatiu de Rhodèsia del Nord va consistir en nou electes, nou funcionaris designats i un representant dels africans.
El 1946, hi havia menys de 50.000 blancs a Rhodèsia del Nord (un de blanc per 42 negres). La meitat d'aquesta comunitat blanca la formaven els sud-africans. Entre els africans, els barotse vivien sota un sistema específic de monarquia constitucional en virtut d'un pacte previ acordat amb la reina Victòria. El rei Mwanawina III, fill de Lewanika, va continuar regnant a Barotselàndia sobre el grup ètnic principal de Rhodèsia del Nord.
El 1949, el sindicat dels miners africans de Rhodèsia del Nord es va organitzar per reduir la discriminació industrial.
El 1953 Rhodèsia del Nord va ingressar a la Federació de Rhodèsia i Nyasalàndia que va existir fins al 31 de desembre de 1963 quan es va dissoldre i el protectorat de Rhodèsia del Nord va adquirir autonomia el 22 de gener de 1964, per uns mesos fins a esdevenir independent el 24 d'octubre del mateix any, amb el nom de Zàmbia.

## Administradors
- 1911 - 1921 Lawrence Aubrey Wallace (Sir el 1918)
- 1921 - 1923 Sir Francis Drummond Percy Chaplin
- 1923 - 1924 Richard Allmond Jeffrey Goode (interí)

## Governadors
- 1924 - 1927 Herbert James Stanley (Sir des de 1924)
- 1927 - 1932 Sir James Crawford Maxwell
- 1932 - 1935 Sir Ronald Storrs
- 1935 - 1938 Sir Hubert Winthrop Young
- 1938 - 1941 John Alexander Maybin (Sir des de 1939)
- 1941 - 1947 Sir Eubule John Waddington
- 1947 - 1948 Robert Christopher Stafford Stanley (interí)
- 1948 - 1954 Sir Gilbert McCall Rennie
- 1954 - 1959 Sir Arthur Edward Trevor Benson
- 1959 - 1964 Sir Evelyn Dennison Hone

## Lleis
Les lleis d'Anglaterra es van aplicar al protectorat, mentre les circumstàncies locals ho permetessin. En casos civils entre nadius, les lleis natives es van aplicar mentre no fossin contràries al poder i jurisdicció de Sa Majestat Britànica. El Alt Comissari Alt va ser facultat per proporcionar l'administració de justícia. El tribunal del Administrador va ser establert, consistint en tres jutges, dels qui l'Administrador era president, i també hi va haver els tribunals dels magistrats. Les decisions d'aquests Tribunals podrien ser apel·lades al tribunal de l'Administrador. Les apel·lacions dels Tribunals de Protectorat podrien ser fetes al Tribunal Suprem de Colònia del Cap i d'allà al  Consell Privat en el Regne Unit.